# Ibbagamuwa Division
Ibbagamuwa Division är en division i Sri Lanka.   Den ligger i distriktet Kurunegala District och provinsen Nordvästprovinsen, i den centrala delen av landet, 100 km nordost om huvudstaden Colombo. Antalet invånare är 84 083.